# Franz Bittner (teolog)
Franz Seraph Anton Bittner (ur. 17 września 1812 w Opolu, zm. 21 stycznia 1888 we Wrocławiu) – niemiecki teolog i duchowny rzymskokatolicki.

## Życiorys
Franz Bittner od 1831 roku studiował teologię i filozofię na Uniwersytecie we Wrocławiu. Doktorat z teologii uzyskał przed święceniami w Münster. Po święceniach kapłańskich we Wrocławiu w 1835, w czerwcu tegoż roku został profesorem dogmatyki w Seminarium Duchownym w Poznaniu. W 1848 lub 1849 został profesorem zwyczajnym teologii moralnej w Braniewie, w 1850 wykładowcą teologii moralnej na Uniwersytecie we Wrocławiu. Od 1860 do 1867 nie wykładał, ponieważ odebrana mu została misja kanoniczna.
Ogłosił szereg prac po łacinie i w języku niemieckim z zakresu biblistyki (m.in. De logo Joanneo commentatio, Wrocław 1836), teologii fundamentalnej (Die Welt und ihre religiöse Geschichte, Wrocław 1838), z teologii dogmatycznej (zajmował się przede wszystkim sakramentologią: Die katholisch-dogmatische Lehre von dem mysterium der heiligen Eucharistie, Poznań 1838 oraz De numero sacramentorum septenario, Wrocław 1859), z teologii moralnej Lehrbuch der katholischen Moraltheologie, Regensburg 1855.
Ponadto wydał studia porównawcze dotyczące autorów klasycznych i Ojców Kościoła, jak De Ciceronianis et Ambrosianis Officiorum libris commentatio, Braniewo 1849).